# Asiorella caraboides
Asiorella caraboides es un coleóptero de la familia Chrysomelidae.
Fue descrita científicamente por primera vez en 1990 por Medvedev.